# Exequiel Palacios
Exequiel Alejandro Palacios (født 5. oktober 1998) er en argentinsk professionel fodboldspiller, som spiller for Bundesliga-klubben Bayer Leverkusen og Argentinas landshold.
Han blev udtaget til Argentinas trup til VM 2022 i Qatar.